# 施奈德冰川
79°29′S 84°17′W / 79.483°S 84.283°W
施奈德冰川（英語：Schneider Glacier）是南極洲的冰川，位於埃爾斯沃思地，處於埃爾斯沃思山脈的赫里蒂奇嶺，全長28公里，最終注入斯普萊特斯特瑟冰川。